# Dimitrie Cuclin
 Der er for få eller ingen kildehenvisninger i denne artikel, hvilket er et problem. Du kan hjælpe ved at angive troværdige kilder til de påstande, som fremføres i artiklen.

Dimitrie Cuclin (født 5 april 1885 i Galati - død 7 februar 1978 i Bukarest, Rumænien) var en rumænsk komponist, violinist, lærer, professor, musikolog og filosof.
Cuclin studerede komposition, teori og violin på Musikkonservatoriet i Bukarest, hos bl.a. Alfonso Castaldi.
Han studerede herefter videre i Paris hos bl.a. Vincent d´Indy på Schola Cantorum, og hos Charles-Marie Widor på Musikkonservatoriet (1907).
Cuclin har skrevet 20 symfonier, orkesterværker, kammermusik, koncertmusik, operaer, korværker, sange,
instrumental værker for mange instrumenter etc.
Han var senere i livet professor i violin på City Conservatory i New York, og underviste også i komposition på Musikkonservatoriet i Bukarest.

## Udvalgte værker
- Symphony no. 1 (1910)  - for orkester
- Symphony no. 2 (1938)  - for orkester
- Symphony no. 3 (1942)  - for orkester
- Symphony no. 4 (1944)  - for orkester
- Symphony no. 5 (1947)  - for solister, kor og orkester
- Symphony no. 6 (1948)  - for orkester
- Symphony no. 7 (1948)  - for orkester
- Symphony no. 8 (1948)  - for orkester
- Symphony no. 9 (1949)  - for orkester
- Symphony no. 10 (1949) - for kor og orkester
- Symphony no. 11 (1950) - for orkester
- Symphony no. 12 (1951) - for soloister, kor og orkester
- Symphony no. 13 (1951) - for orkester
- Symphony no. 14 (1952) - for orkester
- Symphony no. 15 (1954) - for orkester
- Symphony no. 16 "Fredens Triumf" (1959) - for orkester
- Symphony no. 17 (1965) - for orkester
- Symphony no. 18 (1967) - for orkester
- Symphony no. 19 (1971) - for orkester
- Symphony no. 20 "Folkeunionens triumf" (1972) - for orkester
- "Rumænske danse" (1961) - for orkester
- Violinkoncert (1920) - for violin og orkester
- Klaverkoncert (1939) - for klaver og orkester
- Klarinetkoncert (1968) - for klarinet og orkester